# Широка колія

Широку колію встановлено на ширині 1435 мм за європейською мірою,
або 4 фута 8½ дюймів — за англійською.

Широка колія (ширококолійка) — колія залізниці, ширша за стандартні 1435 мм (4 фута 8½ дюймів).

## Історія

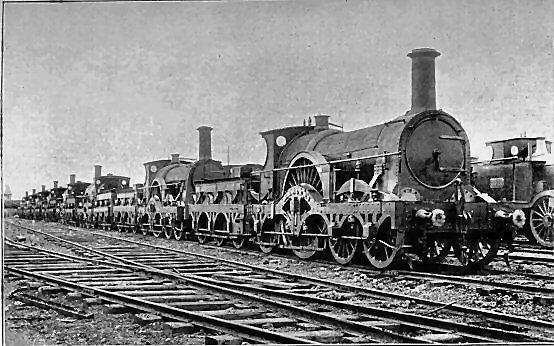
Локомотиви Великої Західної залізниці на широкій колії до переходу на стандартну європейську колію в 1892.

Британська Велика Західна залізниця, побудована Ісамбард Кіндом Брунелєм в 1838, стала піонером щодо вжитку широкої колії у 2140 мм (7 футів 0¼ дюймів), користуючись нею до 1892. Також широка колія в Англії використовувалась портовими містами для будівництва й ремонту — Порт Харбор та Холіхедський хвилеріз придбали ширококолійні локомотиви для роботи на своїх під'їзних коліях. Оскільки їхні колії не під'єднувались до національної залізничної мережі, на цих об'єктах широка колія використовувалася до 1913, коли локомотиви вийшли з ладу.

## Поширення

### Велика Британія
Попри те, що спочатку Британський парламент підготував проєкт про перехід на широку колію, королівська комісія прийняла стандартну колію за норму. Широка колія поступово переобладнувалася на подвійну колію або замінювалася стандартною з 1864. Велика Західна залізниця в 1892 останньою перейшла на стандартну європейську колію.

### 1945 мм
В 1839 Нідерланди розпочали будівництво власної залізниці. Була обрана ширина колії 1945 мм (6 футів 5 дюймів). Вона була застосована в 1839—1866 роках компанією Hollandsche IJzeren Spoorweg-Maatschappij (HSM) на залізниці Амстердам—Гаага—Роттердам, а також у 1842—1855 роках компанією Nederlandsche Rhijnspoorweg-Maatschappij (NRS) на залізниці Амстердам—Утрехт—Арнем. Але сусідні країни Пруссія і Бельгія вже запровадили стандартну колію і цим двом компаніям довелося перешивати колії. В 1855 NRS перешили свою колію на стандартну, після під'єднання до Пруської залізниці. HSM перешила колію в 1866.

### 1676 мм
Індія, Пакистан і Бангладеш використовують Індійську колію 5 футів 6 дюйми (1676 мм).
Ця ж колія використовується Bay Area Rapid Transit в Області затоки Сан-Франциско.

### 1668 мм
Португальська й іспанська залізниця RENFE використовують колію 1668 мм (5 футів 5 ⅔ дюйми) за назвою «Ancho Ibérico» (Іберійська колія).

### 1600 мм
Ірландія (Ірландська колія), деякі залізниці Австралії (Австралійські залізниці) і Бразилія мають ширину колії у 1600 мм (5 футів 3 дюйми), водночас Луас, Дублінський легкий метрополітен, побудовано на стандартній колії.

### 1520/1524 мм
Російська Федерація й колишні совєтські республіки використовують колію 1520 мм (4 фути 11 ⅞ дюймів). До травня 1970 залізниці СРСР використовували колії 1524 мм.
Фінляндія продовжує використовувати колію 5 футів (1524 мм), яку успадкувала від царської Росії (два шаблона досить близькі, що дає повну сумісність колії РФ і Фінляндії).
Балтійські держави отримали фінансування від Євросоюзу для створення нової залізниці зі стандартною колією.

### 1495 мм
У Канаді, в Торонто ширина колії для TTC метро і трамваю були обрані в 1861, через рік після прийняття стандартної колії в Британії, але до прийняття стандартної колії у США і Канаді. Торонто використовує унікальну ширину колії 4 фути 10 ⅞ дюйми (1495 мм).

## Інтернет-посилання
- Broad Gauge Society [Архівовано 15 квітня 2019 у Wayback Machine.]
- Jane's World Railways (hard copy)
- Railroad Gauge Width. Архів оригіналу за 17 липня 2012. Процитовано 25 лютого 2009.